# Bruix (1896)
El Bruix fue un crucero acorazado de la Marina Francesa, bautizado así en honor del marino francés Étienne Eustache Bruix.

## Historia operacional
Al finalizar sus pruebas en 1895, El Bruix sirvió en las aguas del Mar Caribe y el Lejano Oriente.
Tras el estallido de la Primera Guerra Mundial, fue enviado a África para participar en la invasión de Camerún, poniendo fin al dominio alemán en la zona.
En 1916, tomó parte en las operaciones en el Mediterráneo y, notablemente, en el bloqueo de Grecia durante la Noemvriana (Conflicto entre el gobierno griego y fuerzas anglo-francesas).
Causó baja en las listas de la Armada el 21 de junio de 1920.

## Anexos
- Anexo:Cruceros acorazados por país

- Datos: Q5502099
- Multimedia: French armoured cruiser Bruix (1894) / Q5502099